# Liste de films français sortis en 1937
Listes de films français
- 1933
- 1934
- 1935
- 1936
- 1937
- 1938
- 1939
- 1940
- 1941

Liste non exhaustive de films français sortis en 1937 :
| Titre                                   | Réalisateur                             | Distribution                                                     | Genre                        | Notes  |
| --------------------------------------- | --------------------------------------- | ---------------------------------------------------------------- | ---------------------------- | ------ |
| À minuit, le 7                          | Maurice de Canonge                      | Paul Bernard, Colette Broïdo Raymond Cordy                       | Policier                     |        |
| À nous deux, madame la vie              | René Guissart Yves Mirande              | André Luguet, Simone Berriau, Jean-Louis Barrault                | Drame                        |        |
| À Venise, une nuit                      | Christian-Jaque                         | Albert Préjean, Elvire Popesco, Marcel Mouloudji                 | Comédie                      |        |
| Abus de confiance                       | Henri Decoin                            | Danielle Darrieux, Charles Vanel, Valentine Tessier              | Drame                        |        |
| L'Affaire du courrier de Lyon           | Claude Autant-Lara Maurice Lehmann      | Pierre Blanchar, Dita Parlo, Sylvia Bataille                     | Drame                        |        |
| L'Alibi                                 | Pierre Chenal                           | Louis Jouvet, Jany Holt,Margo Lion                               | Film policier                |        |
| Aloha, le chant des îles                | Léon Mathot                             | Jean Murat, Danièle Parola,Arletty                               | Aventure                     |        |
| L'amour veille                          | Henry Roussel                           | Henri Garat, Alice Field,Jacqueline Francell                     | comédie dramatique           |        |
| L'Ange du foyer                         | Léon Mathot                             | Lucien Baroux, Roger Duchesne,Betty Stockfeld                    |                              |        |
| Les Anges noirs                         | Willy Rozier                            | Suzy Prim,Florelle, Germaine Dermoz                              | Drame                        |        |
| L'Appel de la vie                       | Léon Poirier                            | Victor Francen, Renée Devillers, Daniel Lecourtois               | Drame                        |        |
| Arsène Lupin détective                  | H. Diamant-Berger                       | Jules Berry, Suzy Prim, Gabriel Signoret                         | Film policier                |        |
| Balthazar                               | Pierre Colombier                        | Jules Berry, Danièle Parola, André Alerme                        | Comédie                      |        |
| La Bataille silencieuse                 | Pierre Billon                           | Pierre Fresnay, Kate de Nagy, Michel Simon                       | Comédie dramatique           |        |
| La Belle de Montparnasse                | Maurice Cammage                         | Frédéric Duvallès, Jeanne Aubert, Colette Darfeuil               | Comédie                      |        |
| La Bête aux sept manteaux               | Jean de Limur                           | Jules Berry, Jacques Maury, Meg Lemonnier                        |                              |        |
| Blanchette                              | Pierre Caron                            | Marie Bell, Abel Tarride,Jean Martinelli                         | Drame                        |        |
| Boissière                               | Fernand Rivers                          | Spinelly, Pierre Renoir, Suzanne Desprès                         | Mélodrame                    |        |
| Boulot aviateur                         | Maurice de Canonge                      | Robert Arnoux, Michel Simon,Marguerite Moreno                    | Comédie dramatique           |        |
| Le Cantinier de la coloniale            | Henry Wulschleger                       | Bach, Thérèse Dorny, Yvette Lebon                                | Comédie                      |        |
| Ces dames aux chapeaux verts            | Maurice Cloche                          | Marguerite Moreno,Alice Tissot,Micheline Cheirel                 | Comédie dramatique           |        |
| La Chanson du souvenir                  | Douglas Sirk Serge de Poligny           | Martha Eggerth, Max Michel Colette Darfeuil                      | Comédie romantique           |        |
| Le Chanteur de minuit                   | Léo Joannon                             | Jean Lumière, Yvette Lebon,Saturnin Fabre                        | Film musical                 |        |
| La Chaste Suzanne                       | André Berthomieu                        | Raimu, Meg Lemonnier, Henri Garat                                | Comédie dramatique           |        |
| Le Chemin de Rio                        | Robert Siodmak                          | Käthe von Nagy, Jules Berry Jean-Pierre Aumont                   | Drame                        |        |
| Le Choc en retour                       | Georges MoncaMaurice Kéroul             | Michel Simon, Janine Crispin,René Lefèvre                        | Comédie dramatique           |        |
| Cinderella                              | Pierre Caron                            | Joan Warner, Maurice Escande,Christiane Delyne                   | Musical                      |        |
| La Citadelle du silence                 | Marcel L'Herbier                        | Annabella, Pierre Renoir,Bernard Lancret                         | Drame                        |        |
| Claudine à l'école                      | Serge de Poligny                        | Pierre Brasseur, Jeanne Fusier-Gir, Suzet Maïs                   | Comédie                      |        |
| Le Club des aristocrates                | Pierre Colombier                        | Elvire Popesco, Jules Berry,André Lefaur                         | Comédie                      |        |
| Le Coupable                             | Raymond Bernard                         | Pierre Blanchar, Madeleine Ozeray,Gabriel Signoret               | Drame                        |        |
| Courrier Sud                            | Pierre Billon                           | Jany Holt, Charles Vanel,Pierre Richard-Willm                    |                              |        |
| La Course à la vertu                    | Maurice Gleize                          | André Berley, Max Lerel Colette Darfeuil                         |                              |        |
| La Dame de Malacca                      | Marc Allégret                           | Edwige Feuillère,Pierre Richard-Willm                            | Aventure                     |        |
| La Dame de pique                        | Fedor Ozep                              | Marguerite Moreno, Pierre Blanchar,André Luguet                  | Drame                        |        |
| La Dame de Vittel                       | Roger Goupillières                      | Alice Field, Frédéric Duvallès, Fernand Charpin                  | Comédie                      |        |
| La Danseuse rouge                       | Jean-Paul Paulin                        | Véra Korène, Maurice Escande,Ludmilla Pitoëff                    | Drame                        |        |
| Les Dégourdis de la 11e                 | Christian-Jaque                         | Fernandel, André Lefaur,Pauline Carton                           | Comédie                      |        |
| Désiré                                  | Sacha Guitry                            | Sacha Guitry, Jacques Baumer,Jacqueline Delubac                  | Comédie                      |        |
| Double crime sur la ligne Maginot       | Félix Gandéra                           | Victor Francen, Jacques Baumer, Véra Korène                      | Film policier                |        |
| Drôle de drame                          | Marcel Carné                            | Françoise Rosay, Michel Simon,Louis Jouvet                       | Comédie                      |        |
| L'Empreinte rouge                       | Maurice de Canonge                      | Colette Darfeuil, René Ferté, Maurice Lagrenée                   |                              |        |
| Enfants de Paris                        | Gaston Roudès                           | Paul Bernard, Robert Arnoux                                      | Mélodrame                    |        |
| Le Fauteuil 47                          | Fernand Rivers                          | Raimu, Françoise Rosay,Henri Garat                               | Comédie dramatique           |        |
| La Fessée                               | Pierre Caron                            | Albert Préjean, Claude Dauphin, Mireille Perrey                  | Comédie                      |        |
| Feu !                                   | Jacques de Baroncelli                   | Edwige Feuillère, Victor Francen,Jacques Baumer                  |                              |        |
| La Fille de la Madelon                  | Jean Mugeli etGeorge Pallu              | Raymond Aimos, Mady Berry                                        | Comédie dramatique           |        |
| Forfaiture                              | Marcel L'Herbier                        | Louis Jouvet, Lise Delamare,Ève Francis                          | Drame psychologique          |        |
| Franco de port                          | Dimitri Kirsanoff                       | Paul Azaïs, Antonin Berval, Colette Darfeuil                     | Crime                        |        |
| François Ier                            | Christian-Jaque                         | Fernandel, Mona Goya,Alice Tissot                                | Comédie                      |        |
| Le Fraudeur                             | Léopold Simons                          | Tramel, Léopold Simons, Robert Lynen                             | Drame                        |        |
| Le Gagnant                              | Yves Allégret                           | René Lefèvre, Sylvia Bataille                                    | Comédie                      | 42 min |
| Gigolette                               | Yvan Noé                                | Florelle, Gabriel Gabrio, Rosine Deréan                          | Comédie dramatique           |        |
| La Grande Illusion                      | Jean Renoir                             | Jean Gabin, Pierre Fresnay, Erich von Stroheim                   | Guerre                       |        |
| Gribouille                              | Marc Allégret                           | Raimu, Michèle Morgan, Julien Carette                            | Comédie dramatique           |        |
| La Griffe du hasard                     | René Pujol                              | Pierre Larquey, George Rigaud, Jacques Louvigny, Germaine Aussey |                              |        |
| La Guerre des gosses                    | Jacques Daroy etEugène Deslaw           | Charles Aznavour,Lucien Callamand,Saturnin Fabre                 | Comédie dramatique           |        |
| Gueule d'amour                          | Jean Grémillon                          | Jean Gabin, Mireille Balin,Pierre Etchepare                      | Guerre                       |        |
| L'Habit vert                            | Roger Richebé                           | Elvire Popesco, Victor Boucher,Meg Lemonnier                     | Comédie                      |        |
| L'Homme à abattre                       | Léon Mathot                             | Jean Murat, Viviane Romance,Jules Berry                          | Thriller                     |        |
| L'Homme de nulle part                   | Pierre Chenal et Christian Stengel      | Pierre Blanchar, Isa Miranda,Robert Le Vigan                     | Drame                        |        |
| L'Homme du jour                         | Julien Duvivier                         | Maurice Chevalier, André Alerme,Elvire Popesco                   | Musical                      |        |
| Les Hommes de proie                     | Willy Rozier                            | Jeanne Boitel, Jean-Max,Jean Galland                             | Drame                        |        |
| Les Hommes sans nom                     | Jean Vallée                             | Constant Rémy, Maurice Rémy, Arthur Devère                       |                              |        |
| Ignace                                  | Pierre Colombier                        | Fernandel, Saturnin Fabre,Fernand Charpin                        | Comédie musicale             |        |
| L'Île des veuves                        | Claude Heymann                          | Pierre Renoir, Aimé Clariond, Marcelle Chantal                   |                              |        |
| Josette                                 | Christian-Jaque                         | Fernandel, Mona Goya,Lucien Rozenberg                            | Comédie dramatique           |        |
| Liberté                                 | Jean Kemm                               | Maurice Escande,Lucien Gallas                                    | F. biographique romancé      |        |
| La Loupiote                             | Jean Kemm Jean-Louis Bouquet            | Pierre Larquey, Gaby Triquet Jeanne Fusier-Gir                   |                              |        |
| Ma petite marquise                      | Robert Péguy                            | Jacotte, Josseline Gaël, Paul Pauley                             | Comédie                      |        |
| Mademoiselle ma mère                    | Henri Decoin                            | Danielle Darrieux, Pierre Brasseur André Alerme                  | Comédie                      |        |
| La Maison d'en face                     | Christian-Jaque                         | Elvire Popesco, André Lefaur,Pierre Stephen                      | Comédie                      |        |
| Maman Colibri                           | Jean Dréville                           | Huguette Duflos, Jean Worms, Jean-Pierre Aumont                  |                              |        |
| Les Maris de ma femme                   | Maurice Cammage                         | Georges Bever, Marcel Carpentier, Christiane Delyne              |                              |        |
| Marthe Richard, au service de la France | Raymond Bernard                         | Edwige Feuillère, Délia Col,Erich von Stroheim                   | Drame                        |        |
| Le Mensonge de Nina Petrovna            | Victor Tourjansky                       | Isa Miranda, Fernand Gravey,Aimé Clariond                        | Drame                        |        |
| Mes tantes et moi                       | Yvan Noé                                | René Lefèvre, Maximilienne,Marguerite Moreno                     | Comédie                      |        |
| Le Messager                             | Raymond Rouleau                         | Jean Gabin, Gaby Morlay,Jean-Pierre Aumont                       | Drame                        |        |
| Miarka, la fille à l'ourse              | Jean Choux                              | Marcel Dalio, Suzanne Desprès,José Noguero                       |                              |        |
| Mon député et sa femme                  | Maurice Cammage                         | Pauline Carton, Suzanne Dehelly, Sonia Gobar                     | Comédie                      |        |
| Monsieur Bégonia                        | André Hugon                             | Max Régnier, Josette Day,Colette Darfeuil                        | Comédie                      |        |
| La Mort du cygne                        | Jean Benoît-Lévy Marie Epstein          | Yvette Chauviré, André Pernet                                    | Drame, Fantaisie             |        |
| Le Mot de Cambronne                     | Sacha Guitry                            | Sacha Guitry, Marguerite MorenoPauline Carton                    | Comédie historique           |        |
| Naples au baiser de feu                 | Augusto Genina                          | Tino Rossi, Viviane Romance,Michel Simon                         | Comédie romantique           |        |
| Ne tuez pas Dolly                       | Jean Delannoy                           | André Roanne, Jean Tissier,Pauline Carton                        | Policier                     |        |
| Nuits de feu                            | Marcel L'Herbier                        | Victor Francen, Gaby Morlay,Madeleine Robinson                   | Drame                        |        |
| Pantins d'amour                         | Walter Kapps                            | Marie Bell, Armand Bernard                                       | Comédie                      |        |
| Paris                                   | Jean Choux                              | Harry Baur, Raymond Segard,Renée Saint-Cyr                       | Comédie dramatique           |        |
| Passé à vendre                          | René Pujol                              | Jeanne Aubert, Thérèse Dorny, Pierre Brasseur                    | Comédie dramatique           |        |
| Passeurs d'hommes                       | René Jayet                              | Constant Rémy, Paul Azaïs,Pierre Labry                           | Guerre                       |        |
| La Peau d'un autre                      | René Pujol                              | André Lefaur, Blanchette Brunoy                                  | comédie                      |        |
| Pépé le Moko                            | Julien Duvivier                         | Jean Gabin, Line Noro,Mireille Balin                             | Policier                     |        |
| Les Perles de la couronne               | Sacha Guitry                            | Sacha Guitry, Raimu,Aimé Simon-Girard                            |                              |        |
| La Pocharde                             | Jean Kemm                               | Jean Debucourt, Germaine Rouer Bernard Lancret, Henri Bosc       | Drame                        |        |
| Police mondaine                         | Michel Bernheim et C. Chamborant        | Charles Vanel, Alice Field,Pierre Larquey                        | Policier                     |        |
| Le Porte-veine                          | André Berthomieu                        | Lucien Baroux, Marie Glory, Léon Belières                        |                              |        |
| Prends la route !                       | Jean Boyer                              | Jacques Pills, Claude May,Georges Tabet                          | F. musical                   |        |
| Records 37                              | Jacques B. Brunius Jean Tarride         | Mouloudji, Madeleine Sologne, Georges Darnoux                    | Documentaire (court métrage) |        |
| Regain                                  | Marcel Pagnol                           | Fernandel, Gabriel Gabrio, Orane Demazis                         | Drame                        |        |
| La Reine des resquilleuses              | Marco de Gastyne, Max Glass             | Raymond Aimos, Mady Berry, Jacques Baumer                        | Comédie                      |        |
| Rendez-vous Champs-Élysées              | Jacques Houssin                         | Jules Berry, Félix Oudart,Pierre Larquey                         | Comédie                      |        |
| Les Réprouvés                           | Jacques Séverac                         | Jean Servais, Janine Crispin Pierre Mingand                      | Drame                        |        |
| Le Réserviste improvisé                 | André Hugon                             | Louis Blanche, Robert Allard,Madeleine Sologne                   | Court métrage                | 40 min |
| Les Rois du sport                       | Pierre Colombier                        | Fernandel, Raimu,Jules Berry                                     | Comédie                      |        |
| Le Roman de Renard                      | Ladislas Starewitch et Irène Starewitch |                                                                  | Animation                    |        |
| Romarin                                 | André Hugon                             | Antonin Berval, Yvette Lebon,Jean Aquistapace                    |                              |        |
| La Rose effeuillée                      | Georges Pallu                           | Jacqueline Francell, Raymond Galle Germaine Sablon               |                              |        |
| Salonique, nid d'espions                | Georg Wilhelm Pabst                     | Louis Jouvet, Dita Parlo,Viviane Romance                         | Espionnage                   |        |
| Sarati le terrible                      | André Hugon                             | Harry Baur, Marcel Dalio,Jacqueline Laurent                      | Drame                        |        |
| Les Secrets de la mer Rouge             | Richard Pottier                         | Gaby Basset, Harry Baur,Édouard Delmont                          | Aventure                     |        |
| Sœurs d'armes                           | Léon Poirier                            | Jeanne Sully, Josette Day,Thomy Bourdelle                        | Espionnage                   |        |
| La Symphonie française du travail       | René Clément                            | Jacques Henley                                                   | documentaire                 |        |
| La Tour de Nesle                        | Gaston Roudès                           | Tania Fédor, Jean Weber, Jacques Varennes                        | Historique                   |        |
| La Treizième Enquête de Grey            | Pierre Maudru                           | Maurice Lagrenée, Raymond Cordy                                  | Policier                     |        |
| Troïka sur la piste blanche             | Jean Dréville                           | Jean Murat, Jany Holt, Charles Vanel                             |                              |        |
| Trois Artilleurs au pensionnat          | René Pujol                              | Paul Asselin, Raymond Cordy ,Léonce Corne                        | Comédie                      |        |
| Trois, six, neuf                        | Raymond Rouleau                         | Meg Lemonnier, René Lefèvre,Renée Saint-Cyr                      | Comédie                      |        |
| Un carnet de bal                        | Julien Duvivier                         | Petits Chanteurs à la croix de bois,Harry Baur, Marie Bell       | Drame                        |        |
| Un coup de rouge                        | Gaston Roudès                           | Paul Pauley, Saint-Granier René Dorin, Davia                     |                              |        |
| Un déjeuner de soleil                   | Marcel Cravenne                         | Gaby Morlay, Jules Berry,Jacques Baumer                          |                              |        |
| Un grand amour de Beethoven             | Abel Gance                              | Harry Baur, Annie Ducaux,Jany Holt                               | Biographique                 |        |
| Un scandale aux Galeries                | René Sti                                | Pierre Larquey, Roland Toutain, Félix Oudart                     |                              |        |
| Une femme qui se partage                | Maurice Cammage                         | Pierre Brasseur, Paul Pauley,Jeanne Aubert                       | Comédie                      |        |
| Une femme sans importance               | Jean Choux                              | Pierre Blanchar, Lisette Lanvin, Marguerite Templey              |                              |        |
| La Vénus de l'or                        | Jean Delannoy,Charles Méré              | Mireille Balin, Rivers Cadet,Jacques Copeau                      | Film d'aventure              |        |
| La Vie d'un homme                       | Jean-Paul Le Chanois                    |                                                                  | Documentaire                 |        |
| Vous n'avez rien à déclarer ?           | Léo Joannon                             | Raimu, Sylvia Bataille,Pierre Brasseur                           | Comédie                      |        |
| Yoshiwara                               | Max Ophüls                              | Michiko Tanaka, Pierre Richard-Willm, Sessue Hayakawa            | Film dramatique              |        |